# Kuşoğlu, Çilimli
Kuşoğlu là một xã thuộc huyện Çilimli, tỉnh Düzce, Thổ Nhĩ Kỳ. Dân số thời điểm năm 2010 là 306 người.